# Тупицино (Міжріченський район)
Тупи́цино (рос. Тупицыно) — присілок у складі Міжріченського району Вологодської області, Росія. Входить до складу Сухонського сільського поселення.

## Населення
Населення — 10 осіб (2010; 9 у 2002).
Національний склад (станом на 2002 рік):
- росіяни — 100 %